# Andrea Ferro
Pour les articles homonymes, voir Ferro.
Andrea Ferro est le chanteur du groupe de metal-gothique italien Lacuna Coil. Il est né le 19 août 1973 en Italie. Il fonde en 1994 avec Marco Coti Zelati le groupe Sleep of Right qui deviendra plus tard après l'arrivée Cristina Scabbia, Lacuna Coil.